# Pasinler
Pasinler (ehemals: Hasankale, kurdisch: Parsîn oder Hesenqele) ist eine Stadt im gleichnamigen Landkreis der türkischen Provinz Erzurum und gleichzeitig ein Stadtbezirk der 1993 geschaffenen Büyükşehir belediyesi Erzurum (Großstadtgemeinde/Metropolprovinz).

## Geographie
Pasinler liegt etwa 35 km östlich von der Provinzhauptstadt Erzurum. Der Landkreis Pasinler ist zentral in der Provinz am Pasin-Su, einem Nebenfluss des Aras, gelegen. Im Nordosten grenzt er an Narman, im Norden an Tortum, im Nordwesten an Yakutiye, im Westen an Palandöken, im Süden an Tekman und im Osten an Köprüköy.
Durch das Zentrum verläuft die wichtige Europastraße E 80 in West-Ost-Richtung.

## Geschichte
Xenophon spricht im vierten Jahrhundert v. Chr. von einem skythischen Stamm der Phasianoi, die am Aras lebten und der Region ihren Namen gaben. So war der Ort den Griechen als Pasianoi bekannt, was als Phasiane ins Altarmenische überging. In Evliya Çelebis Reisetagebuch aus dem Jahr 1665 taucht die Stadt als Hasanabad auf und der türkische Name Hasankale ist wohl eine Abwandlung von Basean Kalesi (Kale ist Burg/Festung auf Deutsch).
Die Geschichte Pasinlers ist eng mit der Geschichte der Stadt Erzurum verbunden. Sie beginnt mit der Errichtung der Festung Hasankale. Eine Bauinschrift belegt, dass sie vermutlich auf den urartäischen König Menua zurückgeht. Da Pasinler bzw. Erzurum strategisch wichtige Punkte waren, wechselten sie oft den Besitzer. Pasinler war Teil des Byzantinischen Reiches, wurde aber 615 durch die Araber unter General Habib bin Mesleme erobert. Das bis dahin dominante Armenisch der Region wurde durch das Arabische verdrängt. 1084 wurde Pasinler von den Seldschuken erobert. Nach der Herrschaft der türkischen Saltukiden wurde Pasinler 1201 Teil des Sultanat der Rum-Seldschuken. Diesen folgten die Ilchane von Persien. Pasinler war dann Teil verschiedener türkischer Beyliks. 1387 eroberte Timur Pasinler, und nach ihm herrschten die Aq Qoyunlu hier. Später wurde Pasinler osmanisch und Sultan Süleyman I. ließ 1534 hier eine Moschee errichten. Pasinler blieb mit kleinen Unterbrechungen Teil des Osmanischen Reiches bis zum Ersten Weltkrieg.
Laut Stadtlogo bekam Pasinler schon 1912 den Status einer Belediye (Gemeinde) und ist seit 1923 Teil der Türkei.

## Bevölkerung
Ende 2020 lag Pasinler mit 28.513 Einwohnern auf dem 6. Platz der bevölkerungsreichsten Landkreise in der Provinz Erzurum. Die Bevölkerungsdichte liegt mit 25 Einwohnern je Quadratkilometer unter dem Provinzdurchschnitt (30 Einwohner je km²).

## Persönlichkeiten
- Aşık Reyhani (1932–2006), Aşık-Volksdichter und Bağlama-Spieler
- Fethullah Gülen (1941–2024), islamischer Prediger
- Vahdettin İşsever (1968–2025), Boxer